# Franz Graf von Westphalen zu Fürstenberg
Franz Clemens Josef Aloys Graf von Westphalen zu Fürstenberg (* 2. Februar 1864 auf Schloss Laer; † 31. Mai 1930 in Münster) war Landrat des Kreises Münster. Er entstammt dem Adelsgeschlecht derer von Westphalen.

## Familie
Er war der Sohn von Clemens August von Westphalen zu Fürstenberg (1805–1885) und dessen zweiter Ehefrau Cäcillie Charlotte Henriette (geb. Lucchesini) (1834–1909). Einer seiner Brüder war Otto von Westphalen zu Fürstenberg, Landrat des  Kreises Lüdinghausen.
Er heiratete am 7. Mau 1895 Lidwine Friederika Maria Josepha Huberta Beatrix von und zu Eltz-Rübenach (1870–1951). Das Paar hatte vier Töchter und zwei Söhne, davon war einer Karl von Westphalen (1898–1975). 

## Leben
Aus dem elterlichen Besitz erhielt er ein Gut von drei Morgen. Nach dem Abitur in Warburg studierte Westphalen zu Fürstenberg Rechtswissenschaften in Bonn und Göttingen. Danach absolvierte er den üblichen Vorbereitungsdienst für den preußischen Justiz- bzw. Staatsdienst. Seinen Militärdienst als Einjährig-Freiwilliger leistete er 1884/85 im Königs-Husaren-Regiment Nr. 7 in Bonn ab. Als Sekondeleutnant der Reserve schied er aus dem Militär aus. Im Jahr 1894 bestand er die Prüfung zum Regierungsassessor bei der Regierung Münster. Am 1. Oktober 1896 wurde er kommissarisch mit der Verwaltung des Kreises Münster betraut, ehe er dieses Amt 1897 offiziell übernahm. 
Nach dem Übergang vom Königreich zum Freistaat Preußen wollte ihn das Staatsministerium ablösen. Davon nahm die Regierung wieder Abstand, als der Kreistag den Wunsch für ein Verbleiben Westphalen-Fürstenbergs im Amt äußerte. Er schied erst 1928 mit Erreichen der Pensionsgrenze aus dem aktiven Dienst aus.